# Финляндия на зимних Олимпийских играх 1980
Финляндия принимала участие в Зимних Олимпийских играх 1980 года в Лейк-Плесиде (США) в тринадцатый раз, и завоевала пять серебряных, одну золотую и три бронзовые медали. Сборную страны представляли 52 спортсмена (44 мужчины, 8 женщин), выступивших в 7 видах спорта.
| Финляндия на олимпиаде 1980 года в Лейк-Плэсиде | Финляндия на олимпиаде 1980 года в Лейк-Плэсиде             | Финляндия на олимпиаде 1980 года в Лейк-Плэсиде | Финляндия на олимпиаде 1980 года в Лейк-Плэсиде | Финляндия на олимпиаде 1980 года в Лейк-Плэсиде |
| Медали                                          | Спортсмены                                                  | Вид спорта                                      | Дисциплина                                      | Результат                                       |
| ----------------------------------------------- | ----------------------------------------------------------- | ----------------------------------------------- | ----------------------------------------------- | ----------------------------------------------- |
| Золото                                          | Йоуко Тёрмянен                                              | Прыжки на лыжах с трамплина                     | мужчины                                         | 271,0                                           |
| Серебро                                         | Йоуко Карьялайнен                                           | Лыжное двоеборье                                | мужчины                                         | 248,5                                           |
| Серебро                                         | Юха Мието                                                   | Лыжные гонки                                    | 15 км, мужчины                                  | 41.57,64                                        |
| Серебро                                         | Юха Мието                                                   | Лыжные гонки                                    | 50 км, мужчины                                  | 2.30.20,52                                      |
| Серебро                                         | Хилькка Рийхивуори                                          | Лыжные гонки                                    | 5 км, женщины                                   | 15.11,96                                        |
| Серебро                                         | Хилькка Рийхивуори                                          | Лыжные гонки                                    | 10 км, женщины                                  | 30.35,06                                        |
| Бронза                                          | Яри Пуйкконен                                               | Прыжки на лыжах с трамплина                     | мужчины                                         | 248,5                                           |
| Бронза                                          | Хелена Такало                                               | Лыжные гонки                                    | 10 км, женщины                                  | 30.45,25                                        |
| Бронза                                          | Харри Кирвесниеми Пертти Теураярви Матти Питкянен Юха Мието | Лыжные гонки                                    | 4 x 10 км эстафета                              | 2.00.00,18                                      |